# Sayidat al-Bahr
Sayidat al-Bahr (arabisch سيدة البحر, DMG Sayyidat al-Baḥr ‚Die Dame des Meeres‘; internationaler Titel: Scales) ist ein international produziertes Filmdrama aus dem Jahr 2019 in Schwarz-Weiß. Regie führte Shahad Ameen. Der Film feierte am 2. September 2019 bei der Eröffnung der Internationalen Filmfestspiele von Venedig 2019 im Rahmen der von der italienischen Filmkritikervereinigung Sindacato Nazionale Critici Cinematografici Italiani veranstalteten Internationalen Kritikerwoche (Settimana Internazionale della Critica – SIC) in Venedig Premiere. Der Film wurde als saudi-arabischer Beitrag für den besten fremdsprachigen Film bei der 93. Oscar-Verleihung ausgewählt.

## Handlung
Der Film zeigt die Geschichte eines jungen, willensstarken Mädchens namens Hayat in einer dystropischen Landschaft. Sie lebt in einem armen Fischerdorf, das die Tradition pflegt, dass jede Familie im Dorf den Meerestieren eine ihrer Töchter geben muss. Die Meerestiere wiederum werden von den Männern des Dorfes gefangen. Hayat wird von ihrem Vater, Muthanaha, als kleines Kind aus einer solchen Situation befreit und bislang vor diesem Schicksal bewahrt. Deshalb gilt sie im Dorf als verflucht und wird deshalb ausgestoßen. Sie ergibt sich diesem Schicksal jedoch nicht und kämpft um ihren Platz im Dorf. Nachdem ihre Mutter einen Jungen geboren hat, muss Hayat sich jedoch auf Grund dieser Tradition den Meerestieren opfern oder einen Weg finden, diesem Brauch zu entkommen. Sie beweist dem Dorfältesten, dass sie sich nicht ihrem Schicksal ergibt, und beginnt die Kreaturen aus dem Wasser, die das Dorf seit Jahrhunderten in Atem halten, zu jagen. Währenddessen wachsen auch Hayat fischähnliche Schuppen an den Beinen, was darauf hindeutet, dass sie sich selbst in ein Meerjungfrauenmonster verwandelt.

## Produktion
Der Film wurde in Musandam in Oman gedreht.
Der Film ist das Debütwerk der saudi-arabischen Autorin und Regisseurin Shahad Ameen. Der Film ist eine zeitlose magisch-realistische Fabel mit einer zeitgenössischen feministischen Botschaft. Ameen stützt sich auf arabische Poesie und Folklore, insbesondere auf die alte syrische Legende der Seegöttin Atargatis, und verband dies mit ihrem Kurzfilm „Eye & Mermaid“ aus dem Jahr 2013. Der Film ist eine subtil subversive Kritik an der patriarchalischen Macht in Saudi-Arabien. Der Film ist eine Koproduktion von Saudi-Arabien, dem Irak und den Vereinigten Arabischen Emiraten.